# Patrick Wolf (football, 1981)
Pour les articles homonymes, voir Patrick Wolf (homonymie) et Wolf.
Patrick Wolf, né le 4 mai 1981 à Graz, est un footballeur autrichien. Il évolue au poste de milieu de terrain au USV Allerheiligen (en).

## Biographie

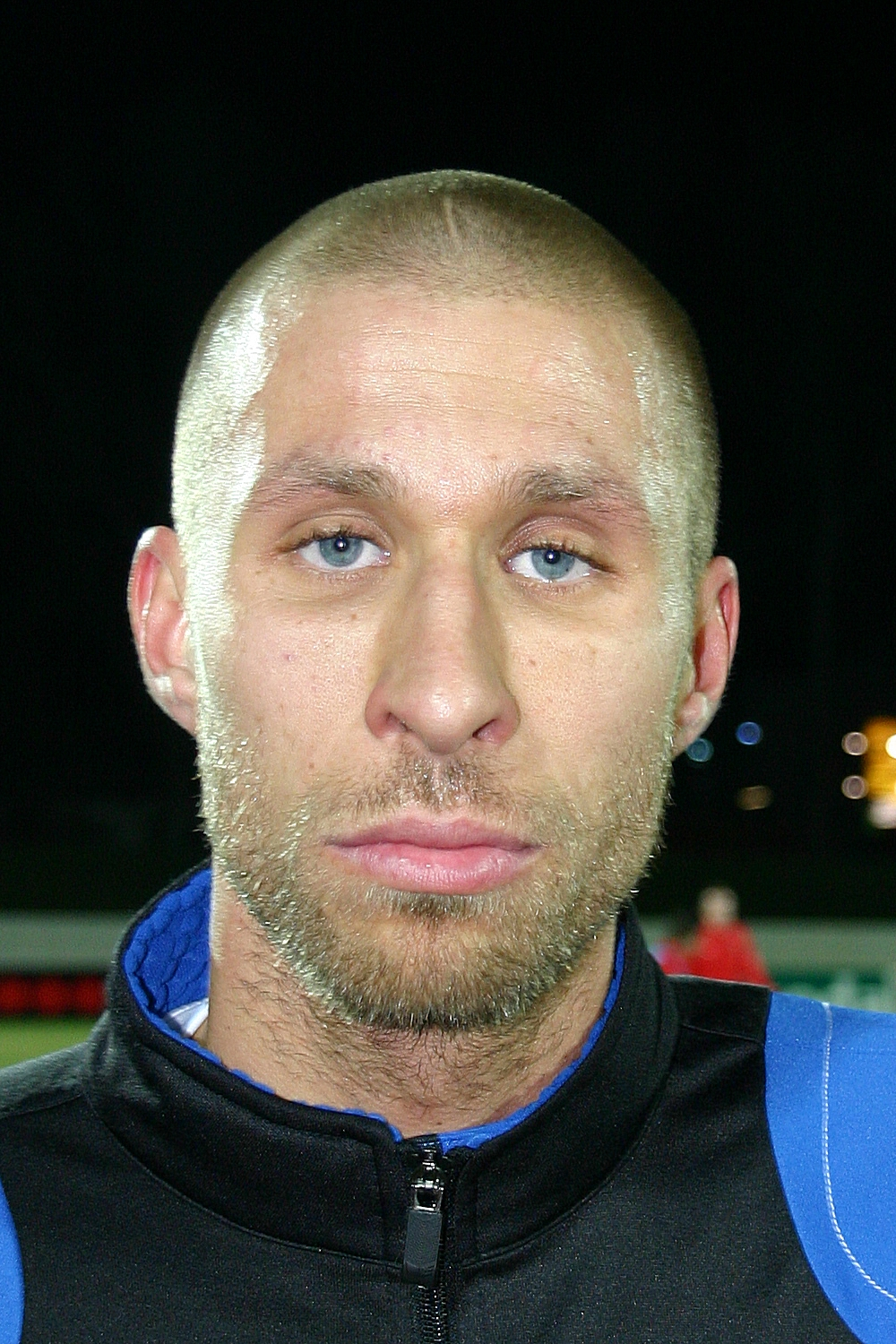
Patrick Wolf en 2009 sous les couleurs du SC Wiener Neustadt

Il compte deux sélections en tant qu'international, la première lors du match Autriche-Danemark en mars 2010.